# Minosia pharao
Minosia pharao är en spindelart som beskrevs av Raymond Comte de Dalmas 1921. Minosia pharao ingår i släktet Minosia och familjen plattbuksspindlar. Utöver nominatformen finns också underarten M. p. occidentalis.